# David O. Selznick
David Oliver Selznick (Pittsburgh, Pensilvânia, 10 de maio de 1902 — Los Angeles, Califórnia, 22 de junho de 1965) foi um produtor cinematográfico norte-americano.

## Primeiros anos
Protótipo do produtor independente e criativo de Hollywood, aos quinze anos, Selznick já trabalhava como avaliador de histórias, e depois na condução do departamento de publicidade, da Selznick Pictures, de seu pai, Lewis J. Selznick. Com 18 anos, chegou a publicar um semanário de distribuição interna, chamado The Brain Exchange. Com a falência da empresa, passou a produzir cinejornais em Nova Iorque, com algum sucesso. Produziu também dois documentários, um sobre pugilismo e outro que mostrava Rodolfo Valentino como jurado de um concurso de beleza no Madison Square Garden.
Quando se cansou de tudo isso, mudou-se para a Meca do Cinema e decidiu que seu lugar era na MGM. Apesar da hostilidade entre Louis B. Mayer e seu pai, acabou contratado em 1926.

## Selznick na MGM
A ascensão de Selznick na Metro foi meteórica: de leitor de roteiros, logo tornou-se chefe daquele departamento e, em seguida, supervisor. Em 1927, já era o executivo mais promissor da equipe de Irving G. Thalberg. Nesse ano, tornou-se assistente e, em seguida, editor de roteiros. Conseguiu aumentar a produtividade do departamento ao diminuir o número de profissionais e instituir a dead line date, isto é, prazos finais para cada fase dos trabalhos.
Ainda em 1927, Selznick foi escalado para supervisionar os faroestes B estrelados por Tim McCoy. Geralmente rodados em duas semanas, esses filmes custavam em torno de 75 000 dólares cada, mas Selznick e o diretor W. S. Van Dyke concluíram dois deles por meros 80 000 dólares, dentro do mesmo prazo.
Assim, foram alçados a um plano superior e encarregados por Thalberg de dar um jeito em White Shadows in the South Seas, projeto que se arrastava por vários meses. Thalberg, entretanto, deixou claro que Selznick estaria subordinado ao supervisor Hunt Stromberg e que Van Dyke dirigiria apenas algumas partes do filme. Frustrado em suas ambições, Selznick questionou Thalberg duramente, à vista de seus boquiabertos assistentes. Com a autoridade posta em xeque, nada restou ao menino prodígio senão despedi-lo. Ele ainda disse que cancelaria a demissão desde que Selznick pedisse desculpas formalmente. Orgulhoso e arrogante, Selznick recusou-se e deixou o estúdio. Era novembro de 1927 e ele já tinha destino certo: a Paramount Pictures.

## Selznick na Paramount
Selznick permaneceu na Paramount durante dois momentos importantes para a indústria cinematográfica: o advento do som, com The Jazz Singer, da Warner Bros., e a chegada da Grande Depressão.
Desde o início da década de 1920, a procura por produtores executivos só fazia aumentar. A revolução representada por The Jazz Singer consolidou essa tendência, e Selznick, ex-subordinado de Thalberg e ex-chefe do departamento de roteiristas da MGM, era um profissional muito valorizado. A Paramount, uma das majors de Hollywood (junto com MGM, Warner Bros. e 20th Century-Fox), planejava concluir a transição para o sistema sonoro até o final daquela década. Para isso, ela via em Selznick um facilitador, o elemento capaz de racionalizar o desenvolvimento de roteiros e permitir uma leva completa de filmes falados na temporada 1929-1930.
Contratado em dezembro de 1927 como assistente do diretor de produção Ben Schulberg para supervisionar o departamento de roteiros, Selznick levou sangue novo para o estúdio. Entre suas contratações, estavam Joseph L. Mankiewicz, os diretores de teatro George Cukor e John Cromwell e também roteiristas famosos em Nova Iorque.

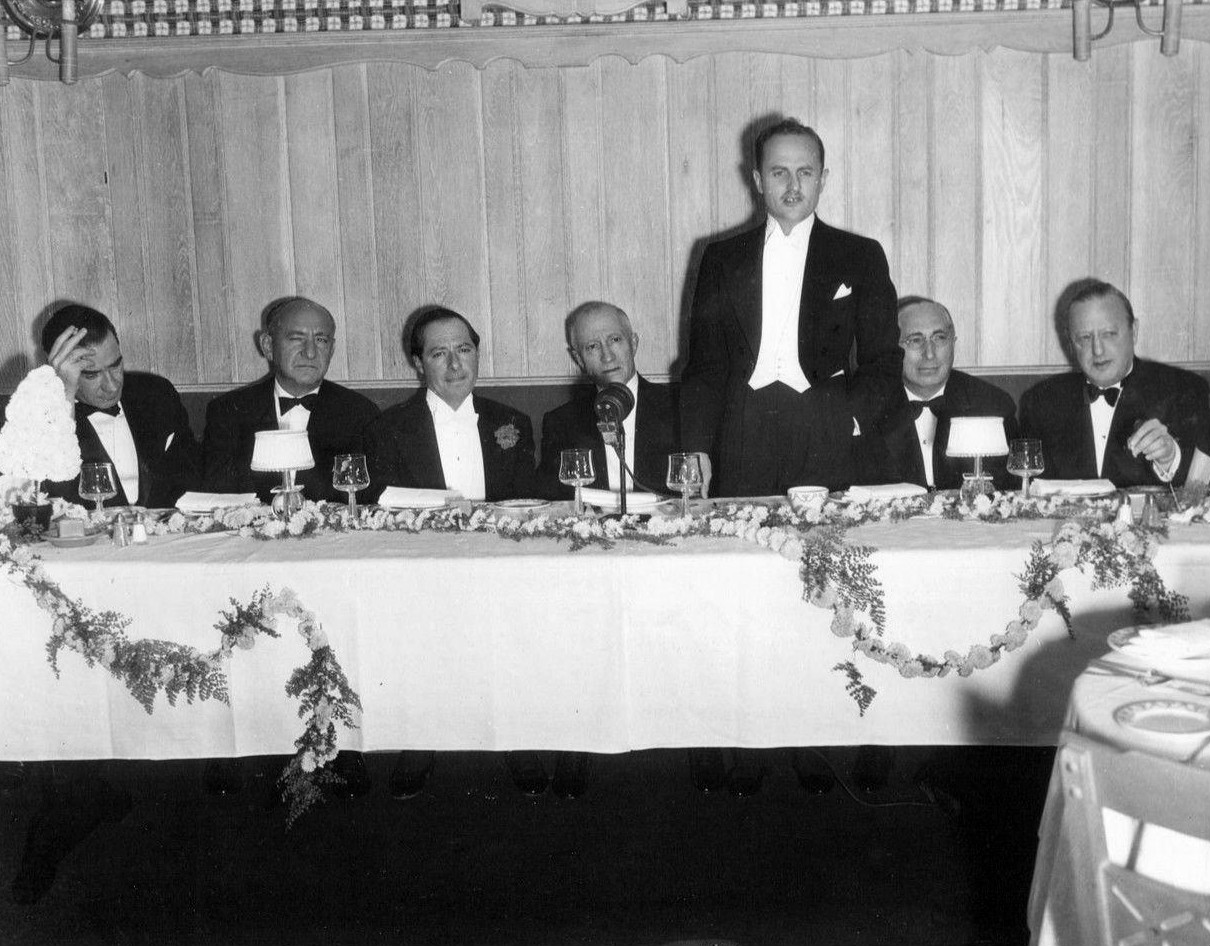
Aniversário de Adolph Zukor, 1936. Zukor é o quarto a partir da esquerda. O outro chefão da Paramount, Jesse Lasky, está na extrema direita, tendo Louis B. Mayer a seu lado. Em pé, Darryl Zanuck, lendário chefe de estúdio da 20th Century Fox.

Ao contrário de outras companhias de Hollywood, a Paramount era gerida de Nova Iorque, por Adolph Zukor e Jesse Lasky. Não havia, assim, a convivência entre chefe de estúdio e chefe de produção que Selznick conhecera na MGM, com Louis B. Mayer e Irving Thalberg, ou na Warner, com Jack Warner e Darryl Zanuck. As ordens vinham sempre de cima e Schulberg e Selznick tinham autoridade somente sobre os filmes de qualidade inferior. Colocado atrás de uma mesa, restava a Selznick escrever memorandos (pelos quais ficaria famoso em Hollywood—chegava a enviar centenas no decurso de cada filme) sobre elencos e roteiros de longas-metragens sob sua responsabilidade. Passou 1930 imerso nesse trabalho administrativo.
No ano seguinte, ficou decidido que Selznick supervisionaria cinco produções de linha da temporada 1931-1932. Entretanto, a Grande Depressão finalmente bateu às portas da Paramount e o programa de lançamentos não saiu do papel. Um comitê externo foi contratado e recomendou várias medidas para evitar que o estúdio soçobrasse, entre elas a redução em um terço do orçamento de produção e cortes salariais para todo o pessoal. Selznick não aceitou essas condições, pois achava que merecia o recente aumento que tivera, de 1 500 para 2 000 dólares semanais. Em 15 de julho, enviou uma carta de demissão a Jesse Lasky, alegando diferenças irreconciliáveis.
Selznick tinha em mente a criação de uma companhia independente de produção. A inspiração viera da unidade que vira Josef von Sternberg criar dentro da própria Paramount, junto com Marlene Dietrich e o roteirista Jules Furthman. Essa combinação estrela-roteirista-diretor  foi responsável por diversos sucessos no estúdio, como Morocco, Dishonored, Blonde Venus e Shanghai Express.

## Selznick na RKO
Selznick imaginara sua unidade independente sendo composta por várias equipes de produção, cada uma delas chefiada por um diretor importante, do porte de Lewis Milestone e William Wellman. Ao final de cada ano, pensava ele, dez películas seriam produzidas. Animado, foi para Nova York captar recursos para materializar seu sonho. Nessa época, porém, os executivos dos estúdios ainda viam as unidades de produção como uma ameaça a seu poder. Sem apoio, Selznick, em outubro de 1931, bateu às portas da RKO Pictures, estúdio de médio porte criado em 1928. Sua proposta foi recusada, mas lhe ofereceram emprego. Sem alternativas, Selznick aceitou e, aos 29 anos, tornou-se o "vice-presidente encarregado da produção" da RKO, com salário de 2 500 dólares por semana.

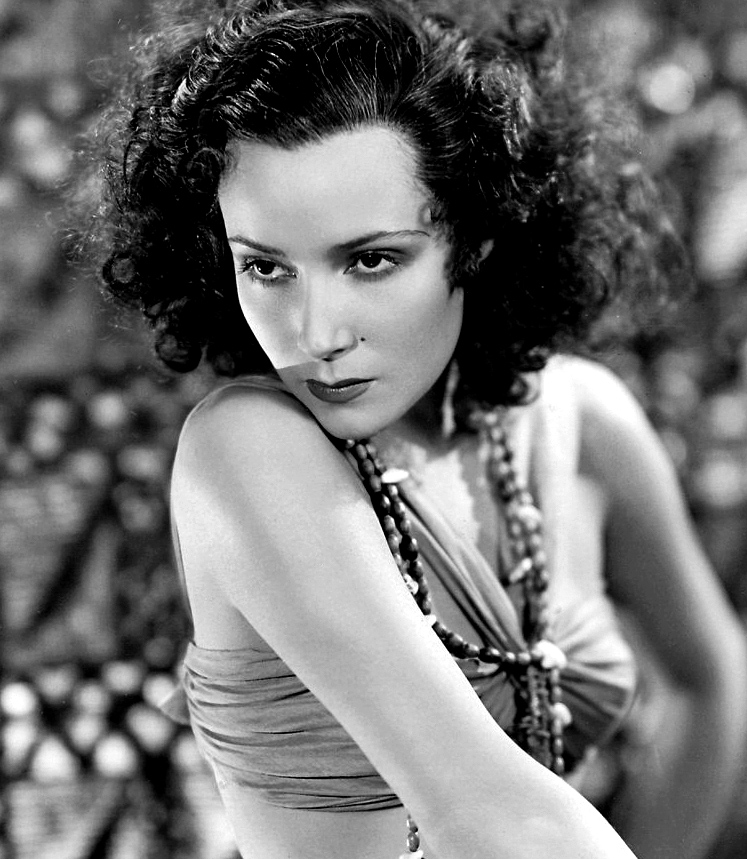
Dolores del Rio, um dos contratados de pouca expressão da RKO na época em que Selznick lá trabalhou.

A RKO começara lucrativa, mas a Grande Depressão já começara a fazer seus estragos e a empresa estava com problemas de caixa. Selznick foi contratado, basicamente, para diminuir os custos e aumentar o valor de mercado dos lançamentos. Reuniu junto a si sete supervisores, entre eles o talentoso Pandro S. Berman e Merian C. Cooper, que pouco depois produziria e dirigiria o clássico King Kong. Os três demitiram ou afastaram funcionários.
O estúdio nem de longe contava com artistas, técnicos e recursos do nível dos concorrentes. A única estrela era Irene Dunne, a quem se juntavam atores do segundo time, como Richard Dix e Dolores Del Rio e também jovens promessas, como Joel McCrea. Selznick contratou alguns freelancers para um ou outro filme, bem como promoveu futuros astros, como Lucille Ball. A maioria dos diretores da casa também era fraca e Selznick promoveu uma limpeza, ficando apenas com Wesley Ruggles, Gregory La Cava e George Cukor.
Os resultados logo apareceram, apesar da falta de recursos. Selznick deu-se a si o título de "Produtor Executivo" (segundo ele, uma criação sua), porém concentrou-se na administração do estúdio. Supervisionava apenas os longas-metragens mais importantes, mas, curiosamente, não se envolveu com King Kong, a produção mais ambiciosa da RKO no período em que lá esteve. Como produtor executivo, trabalhou principalmente com George Cukor e Gregory La Cava. Seus melhores filmes com Cukor foram A Bill of Divorcement, Little Women e What Price Hollywood?. Uma de suas descobertas, Katharine Hepburn, estava nos dois primeiros.
Em um ano, Selznick conseguiu reduzir em um terço as despesas da RKO, sem sacrificar a quantidade e a qualidade da produção. Mas nada podia fazer contra a crise da indústria cinematográfica, vitimada pela Depressão, que levou à queda de público e fechamento de salas exibidoras. Apesar de seu desempenho, um novo executivo baseado em Nova York, Merlin ''Deac'' Aylesworth, tentou diminuir sua autoridade, transformando-o em mero gerente. O conflito foi inevitável e se estendeu por todo o segundo semestre de 1932. Finalmente, em 2 de fevereiro de 1933, Selznick demitiu-se por carta, não sem antes aprovar um teste para Fred Astaire, bailarino da Broadway magro, meio calvo e já meio velho, que ainda não tivera chance em Hollywood.

## Na MGM, de novo
Apesar do boicote que suas sonhadas unidades de produção sofreram na MGM, Selznick aceitou a oferta de Louis B. Mayer para retornar ao estúdio. Mayer, seu sogro desde 1930, quando se casara com sua filha Irene, oferecera-lhe a vaga logo que Irving Thalberg ficara doente em janeiro, pois adivinhava-se que sua convalescença seria demorada. Foi assim que Selznick adentrou mais uma vez o estúdio do leão, agora como chefe de sua própria unidade.
Dinner at Eight foi sua prova de fogo e uma forma de lutar contra a sombra de Thalberg, que retornou em julho. Apesar de seus receios, Thalberg tratou-o bem e parecera aceitar sem ressentimentos a nova realidade do estúdio. Dinner at Eight foi um grande sucesso e calou a boca daqueles que viam em sua contratação um mero exemplo de nepotismo.

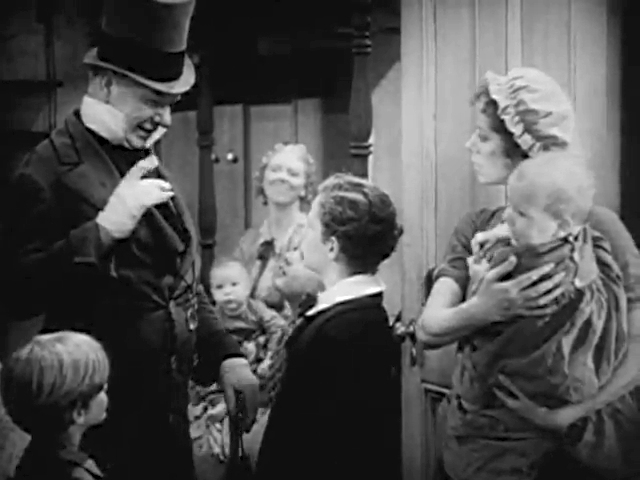
Cena de David Copperfield, grande sucesso da MGM em 1935

Ainda em 1933, Selznick produziu dois novos triunfos, ambos estrelados por Clark Gable -- Night Flight e Dancing Lady. Já no ano seguinte, ampliou seu campo de experiências com duas películas importantes, tanto para a Metro quanto para si mesmo. A primeira foi Manhattan Melodrama, saga sobre gângsteres de baixo orçamento que rendeu mais de um milhão de dólares e reviveu a carreira em baixa de William Powell. A outra, David Copperfield, a primeira adaptação cinematográfica do romance clássico de Charles Dickens. Último e talvez melhor lançamento do estúdio no ano, David Copperfield mostrou um cada vez mais autoconfiante Selznick, que brigava contra os executivos de Nova York, contrários a adaptações de obras intelectualizadas e dramas de época. O filme foi um enorme sucesso, tendo faturado quase três milhões de dólares durante as 86 semanas em que ficou em cartaz nos EUA, sem contar um rendimento excepcional no exterior.
Entretanto, apesar da consolidação de seu prestígio na MGM, Selznick estava incomodado com o conservadorismo e a crescente preocupação com os custos demonstrados pelo estúdio. Ele desejava mais produções de primeira linha e desejava, sobretudo, sua própria companhia, sem ter que dar satisfações a ninguém. Anunciou, então, que criaria uma produtora independente, que produziria poucos filmes de prestígio anualmente, com distribuição da United Artists. Demitiu-se oficialmente em julho de 1935, mas permaneceu até dezembro, de forma a concluir seus dois últimos projetos: Anna Karenina e A Tale of Two Cities, dois triunfos que faturaram, cada um, mais de dois milhões de dólares.

## Selznick International Pictures

### O início

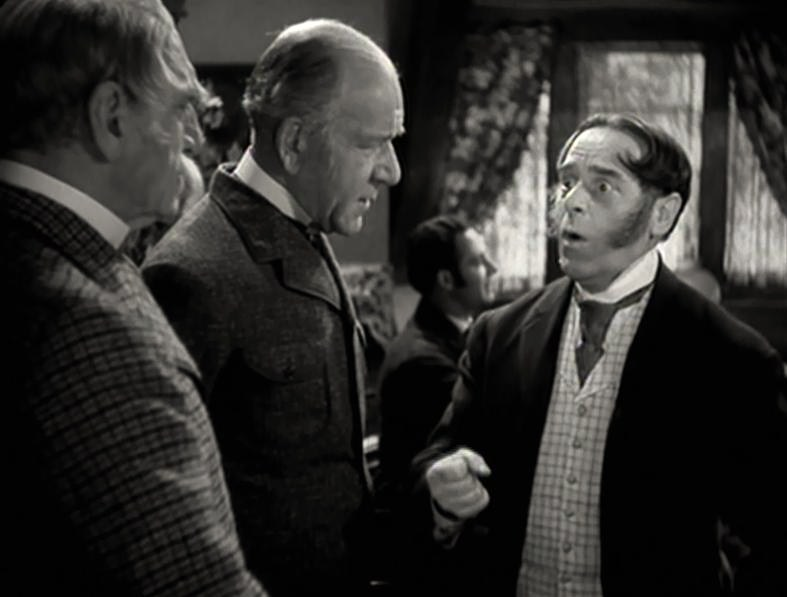
Cena de Little Lord Fauntleroy, primeiro filme produzido pela Selznick International Pictures

Agora produtor respeitado pela comunidade cinematográfica, não foi difícil para Selznick conseguir mais de três milhões de dólares para fundar sua sonhada Selznick International Pictures—ou, simplesmente, SIP. Assim, no verão de 1935, aos 33 anos de idade, Selznick tornava-se o presidente, principal executivo e único produtor de um estúdio dedicado exclusivamente a películas de luxo.
Para Selznick, sua companhia teria sempre um filme na fase de elaboração do roteiro, outro sendo rodado e outro na sala de edição. Todavia, ele logo se convenceu de que poderia amealhar mais dinheiro com apenas um ou dois grandes sucessos anuais do que com oito ou mais filmes competitivos. Daí ter levado cinco anos para entregar à United Artists as dez produções anteriormente prometidas.
Em 1936, após concluir dois dramas de época, Little Lord Fauntleroy e The Garden of Allah, Selznick comprou por 50 000 dólares os direitos sobre o romance Gone with the Wind, de Margaret Mitchell. A adaptação do livro resultaria, alguns anos depois, no filme de maior sucesso da história do cinema e assinalaria o verdadeiro nascimento da SIP.

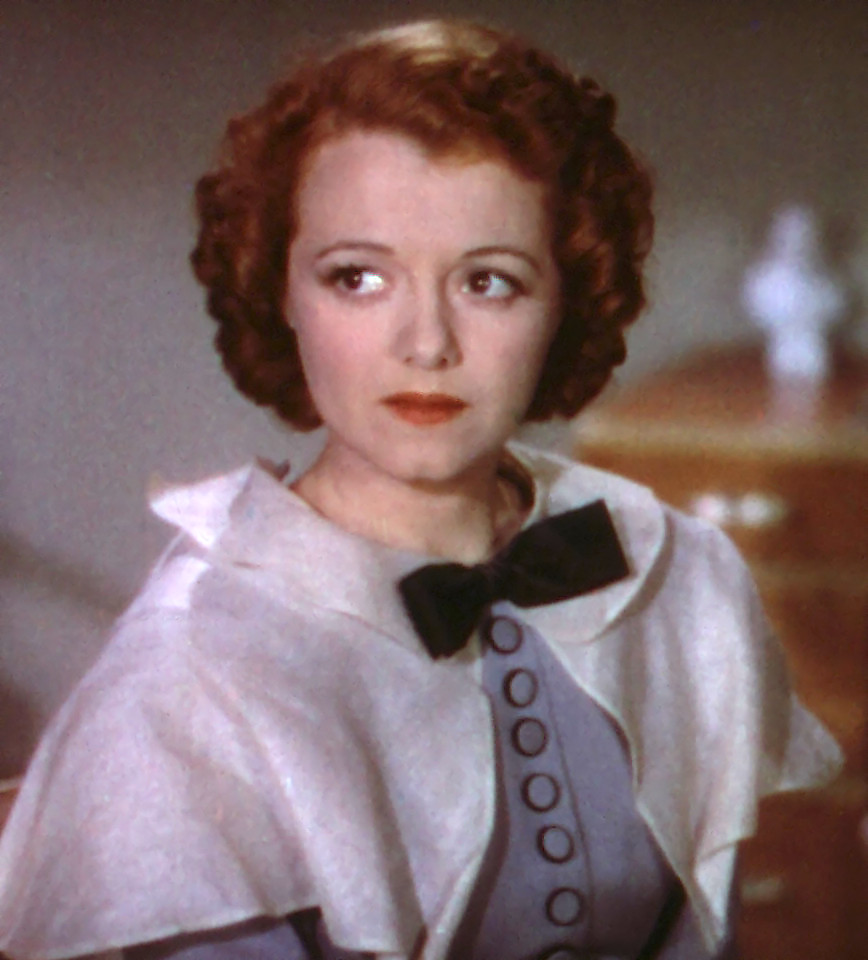
Janet Gaynor em A Star Is Born, primeira produção em cores da SIP.

A Star Is Born, em Technicolor, foi um grande sucesso em 1937 e deu a Selznick um lucro de 100 000 dólares (que ele considerou pouco) e também status e credibilidade. Único grande nome da SIP, Selznick contratava estrelas, diretores e roteiristas apenas para um ou dois filmes. Contava com uma equipe para se ocupar da máquina administrativa, o que lhe dava folga para cuidar da parte criativa, isto é, para interferir no roteiro, filmagens e edição.
Seu projeto seguinte, The Prisoner of Zenda, aventura ambientada no reino fictício de Ruritânia, foi marcado por conflitos com o diretor John Cromwell e o compositor Max Steiner, além de demissões, interferências indevidas e problemas com a censura (devidos à menção a um filho ilegítimo, nascido muito antes do início da história). Durante a produção, Selznick contratou Ben Hecht para escrever aquele que seria o melhor filme da SIP no final daquela década -- Nothing Sacred, também dirigido por William Wellman. Durante quatro caóticos meses, as filmagens foram iniciadas sem um roteiro definitivo, a história foi reescrita inúmeras vezes, novos roteiristas foram chamados e Selznick e Wellman reformularam várias cenas. Ao fim e ao cabo, eles estavam sem um final convincente e a solução somente veio de um conto publicado na revista Cosmopolitan, comprada por meros US$ 2,50. Sanados os problemas com a onipresente censura (decorrentes de um chute no traseiro da estrela Carole Lombard e de uma briga a socos entre ela e Fredric March), o filme estreou com sucesso.
Em dezembro de 1937, a Selznick International Pictures tinha cinco produções em seu portfólio, realizadas em 14 meses. Apesar de representarem menos da metade do que fora prometido à United Artists, este foi o período mais fecundo de Selznick enquanto produtor.

### O auge
Desde o primeiro semestre de 1937, Selznick tentava atrair Alfred Hitchcock, o já respeitado produtor-diretor britânico. Selznick, na verdade, cortejara vários outros produtores-diretores, pois precisava aumentar a produção da SIP, a fim de honrar seu acordo com a United. No entanto, sabedores dos métodos controladores de Selznick, todos se recusaram a trabalhar para ele -- Frank Capra, Mervyn LeRoy, Gregory La Cava e Leo McCarey. Ao encontrá-lo em 1938, em mais uma investida infrutífera, Selznick escreveu à esposa: "Enfim conheci Hitchcock. O homem é até simpático, mas não é o gênero de sujeito que se leva para um acampamento". Finalmente, em março de 1939, depois de muitas idas e vindas, Hitchcock assinou um contrato de exclusividade por sete anos com a SIP. Seu primeiro trabalho seria a adaptação do romance Rebecca, da escritora Daphne Du Maurier, grande best-seller lançado em agosto de 1938.

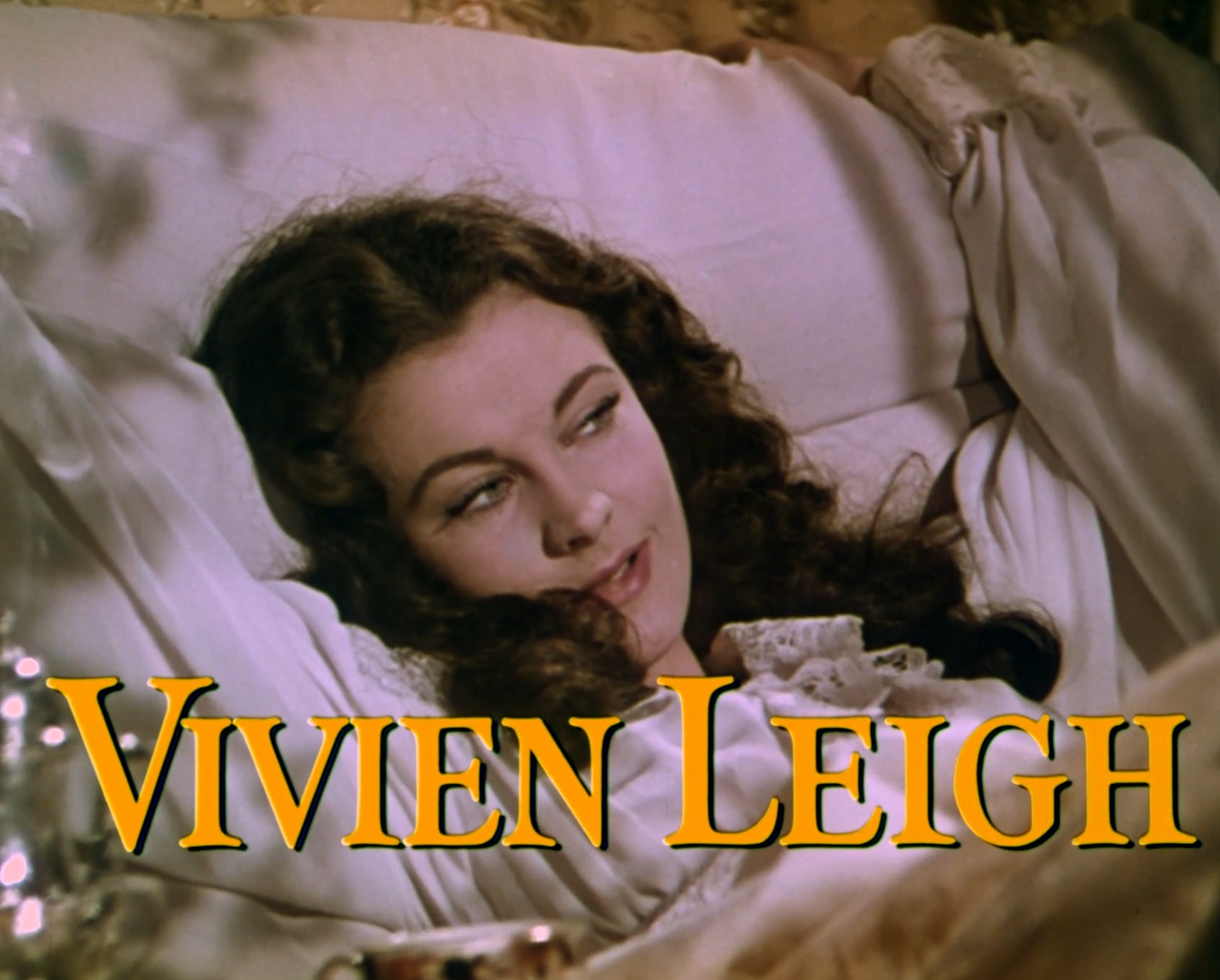
Vivien Leigh em cena de Gone with the Wind, o ápice da carreira de Selznick e um dos principais filmes da história do Cinema.

Apesar de alguns poucos percalços—um ou outro desentendimento sobre o roteiro, o atraso de 26 dias nas filmagens, aumento de 400 000 dólares no orçamento—o relacionamento entre Selznick e Hitchcock foi surpreendentemente tranquilo. De fato, a aliança entre os dois foi uma das mais complexas e produtivas da história de Hollywood, comparável somente à dupla Darryl Zanuck-John Ford.
A falta de maiores atritos durante a realização de Rebecca pode ser explicada pelo envolvimento quase total de Selznick na produção de Gone with the Wind. Ele usou três diretores principais e quinze roteiristas, mas escreveu a maior parte do roteiro final e dirigiu algumas cenas.  Tamanha foi sua interferência, inclusive na montagem e na pós-produção em geral, que poucos são aqueles que não o consideram o único "dono" do filme. Um marco do cinema, Gone with the Wind foi indicado a treze prêmios Oscar, tendo vencido em oito categorias, inclusive as de Melhor Filme e Melhor Atriz, para Vivien Leigh. A produção proporcionou a Selznick, ainda, o Prêmio Memorial Irving G. Thalberg daquele ano.
Por sua vez, Rebecca foi outro sucesso comercial e de crítica, com onze indicações ao Oscar e duas estatuetas na estante, uma de Melhor Filme e outra de Melhor Fotografia (preto e branco). Rebecca também prenunciou o crescente poder dos diretores na indústria cinematográfica.
Enquanto os demais estúdios chegavam a estrear até um filme por semana, Selznick lançou apenas três em 1940: Gone with the Wind, Rebecca e Intermezzo, que apresentou Ingrid Bergman ao público norte-americano. Entretanto, nenhuma companhia chegou perto do lucro de dez milhões de dólares obtido pela SIP, exceto a MGM, que lucrou US$ 8,7 milhões, metade dos quais provenientes da distribuição de Gone with the Wind.

### O fim
O sucesso de Rebecca e, principalmente, de Gone with the Wind estabeleceu novos parâmetros para as produções de luxo na era de ouro de Hollywood e colocaram Selznick no topo da indústria cinematográfica. No entanto, tudo isso teve um preço. Após tanto esforço, o produtor encontrava-se esgotado, física, mental e emocionalmente. Além disso, sem uma extensa grade de produções, não havia como reinvestir os lucros e nem desaguá-los em pagamento de despesas, o que gerou uma enorme tributação. Desgostosos, em agosto de 1940, os acionistas majoritários decidiram liquidar a SIP.
Selznick anunciou que se retiraria dos negócios por tempo indeterminado. Contudo, incansável, pouco depois criou a David O. Selznick Productions.

## David O. Selznick Productions e além

### De produtor a agente
Ainda no verão de 1940, Selznick criou sua nova produtora, que teria um perfil completamente diferente nos anos da Guerra. Selznick descobriu que poderia ganhar mais dinheiro emprestando seus contratados para outros estúdios do que produzindo filmes. A prática do empréstimo de astros e pessoal técnico já era largamente utilizada na época, mas Selznick redefiniu a função do agente e produtor ao criar uma espécie de agente de pacotes, que seria predominante na Nova Hollywood da década de 1970. Esse agente reunia os principais elementos de uma produção—especialmente estrela, roteirista e diretor—e vendia o pacote ao estúdio interessado.

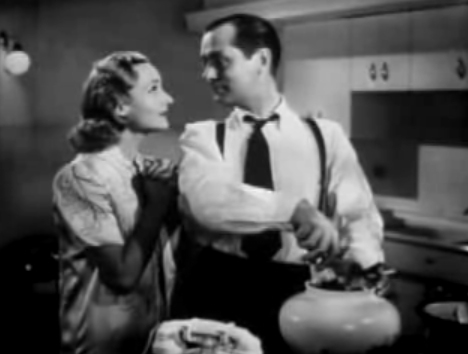
Carole Lombard e Robert Montgomery na comédia Mr. and Mrs. Smith, um dos vários filmes que Hitchcock dirigiu em outros estúdios, emprestado por Selznick.

Tudo começara antes ainda das filmagens de Rebecca, quando Selznick concordara em ceder Hitchcock para a pré-produção de Foreign Correspondent. Hitchcock colaborou no roteiro e nos diálogos e, quando Rebecca já estava pronto, também dirigiu o filme. Selznick recebeu 40 000 dólares líquidos do produtor Walter Wanger. Em seguida, emprestou o diretor para duas produções na RKO, Mr. and Mrs. Smith e Suspicion. Para estrelar Suspicion com Cary Grant, Selznick também emprestou Joan Fontaine, que acabou por ganhar o Oscar de Melhor Atriz pelo papel.

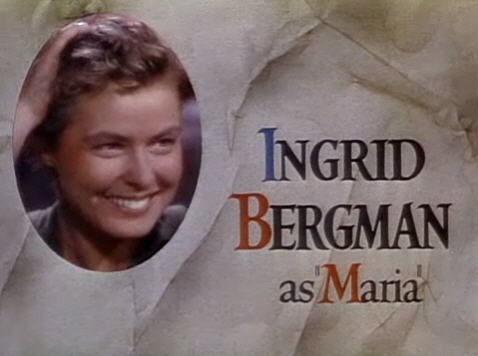
Ingrid Bergman no trailer de For Whom the Bell Tolls, da Paramount. Nessa época, os estúdios pagavam $15,000 semanais pelo seu empréstimo. O sucesso do filme e de Casablanca, feito na Warner no ano anterior, representaram o estrelato para a atriz e seu valor subiu exponencialmente.

Selznick continuou a emprestar Hitchcock para outros estúdios, mas o diretor começava a ficar ressentido com seu valor de mercado e o que recebia em pagamento. A situação criou conflitos entre Selznick e seu irmão Myron Selznick, que representava Hitchcock e Ingrid Bergman, entre outros, e queria um percentual maior nos negócios. Ingrid foi emprestada à MGM em 1940 para Dr. Jekyll and Mr. Hyde por US$ 35 000. Ao voltar ao estúdio dois anos depois para estrelar Gaslight, seu cache já era de 250 000 dólares, dos quais Selznick abocanhou US$ 180 000. No intervalo entre esses dois filmes, Selznick a cedera à Warner para Saratoga Trunk e Casablanca e à Paramount para For Whom the Bell Tolls, sempre com valores crescentes.
Em 1942, enquanto Hitchcock dirigia Saboteur para a Universal Pictures, Selznick se ocupava da adaptação do romance Jane Eyre, de Charlotte Brontë, que ele pensava também produzir. Em novembro, porém, vendeu o projeto à 20th Century Fox em um pacote que incluía cessão dos direitos do livro, de Joan Fontaine, do diretor Robert Stevenson e do planejador da produção. Faziam parte do pacote, ainda, The Keys of the Kingdom, com Gregory Peck, e a cessão dos diretos sobre a peça Claudia, que nunca chegou a ser filmada. Vários contratados também foram cedidos, entre eles Gene Kelly, Hitchcock e dois cinegrafistas. Selznick amealhou 500 000 dólares na transação.

### "Mercador de carne humana"

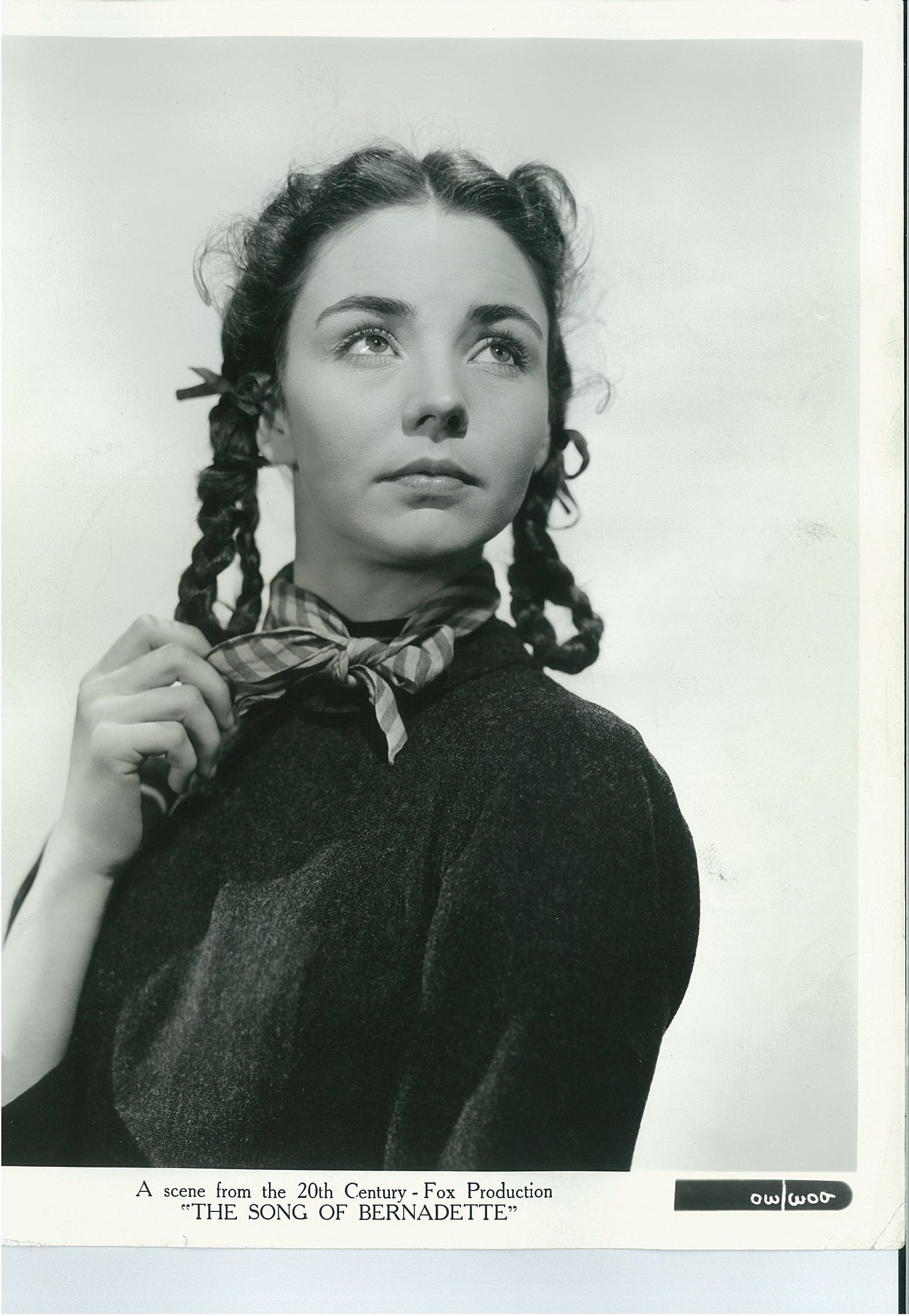
Jennifer Jones em The Song of Bernadette. Por ela, Selznick decidiu voltar a produzir, quatro anos depois de Rebecca.

The Song of Bernadette, outro de seus projetos na Fox em 1943, apresentou ao mundo sua nova descoberta, Jennifer Jones. O filme foi um grande sucesso e deu o Oscar de Melhor Atriz para Jennifer. Selznick tinha um interesse mais que profissional na atriz e decidiu voltar à função de produtor quando, enfim, encontrou o filme certo para ela -- Since You Went Away, história lacrimosa de uma abnegada mãe e suas duas filhas, que permaneciam em casa enquanto o pai lutava na Europa. Além de Jennifer, ele queria promover duas aquisições recentes, Joseph Cotten e Shirley Temple (já em vias de perder o estrelato, aos quinze anos de idade). Criou, então, a Vanguard Films, companhia destinada a realizar longas-metragens de custo médio. Para a função de produtor executivo, contratou Dore Schary, que estava na MGM.
Na fase de pós-produção de Since You Went Away, em março de 1944, Selznick foi abalado pela morte do irmão Myron, em decorrência de alcoolismo. Há muito Myron vinha descendo ladeira abaixo e Selznick, abatido, só conseguiu sair da depressão um mês depois, com a ajuda da esposa e de amigos.
Outra contrariedade acontecera em janeiro, quando a revista Look lhe enviara as provas de uma futura reportagem sobre "As Garotas de Selznick", isto é, Joan Fontaine, Vivien Leigh, Ingrid Bergman, Jennifer Jones, Shirley Temple e Dorothy McGuire (contratada junto com os direitos da malograda peça Claudia). Aborrecido com o tom da matéria, Selznick escreveu à publicação, dizendo-se injustiçado, pois "esse artigo traz pouco ou nada a meu respeito enquanto produtor e coloca-me na posição de mercador de carne humana". O artigo foi reescrito, mas não havia como negar que anos como agente e vendedor de pacotes exerceram profunda influência na mente do produtor. Selznick mostrava-se cada vez mais obcecado com o poder e com o valor comercial de suas estrelas.

### Últimas produções
Revigorado depois da crise, Selznick se dedicou, então, aos três filmes seguintes de Hitchcock, após tê-lo emprestado seis vezes para outros estúdios: Spellbound, Notorious e The Paradine Case. Os dois primeiros encontraram o produtor mais preocupado com Since You Went Away e Duel in the Sun (o novo trabalho de Jennifer Jones), de vez que seu envolvimento foi pequeno. Em The Paradine Case, no entanto, a intromissão de Selznick em todas as fases da produção foi tamanha, que ocasionou o fim da relação pessoal e profissional entre ambos.

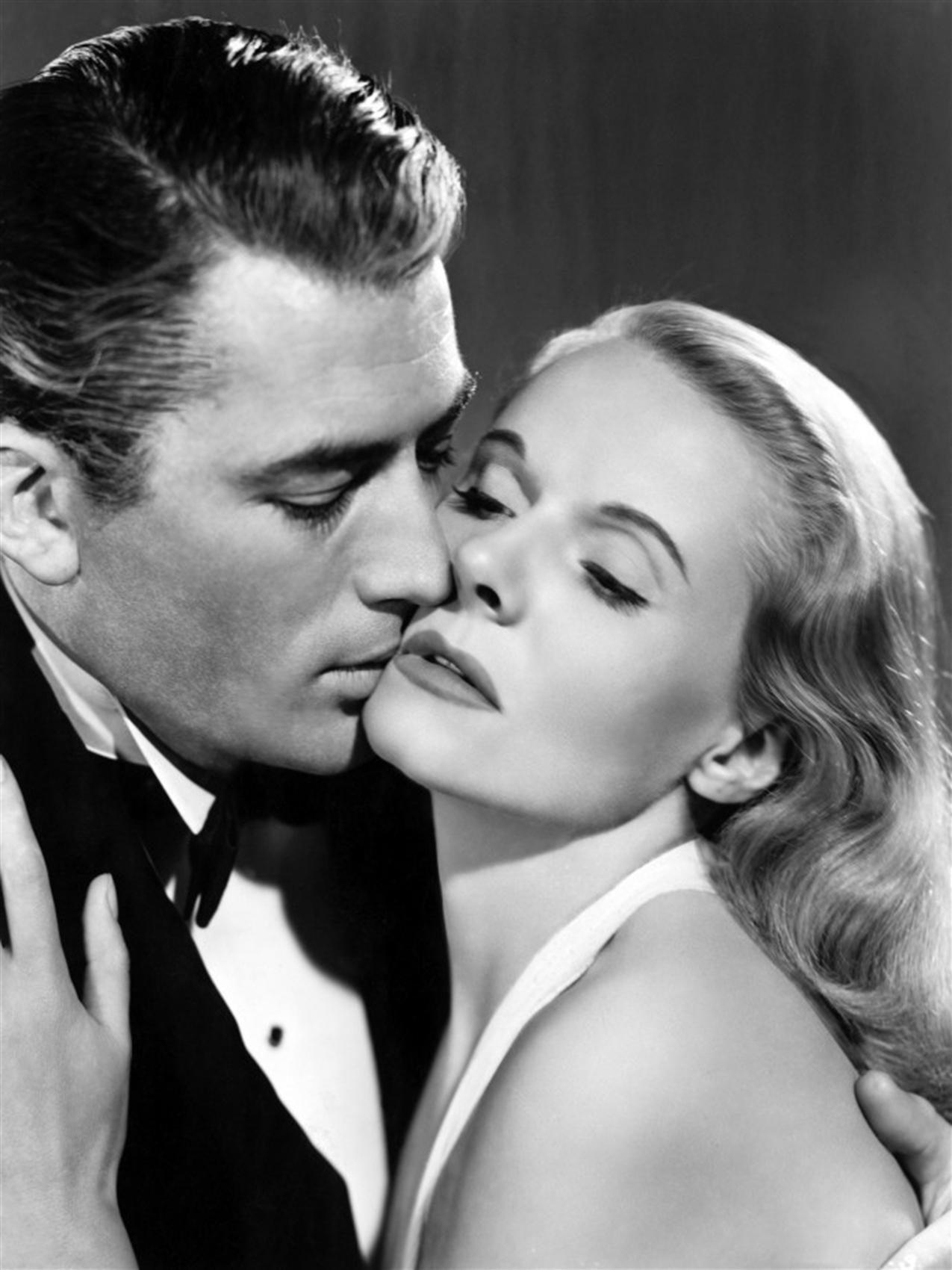
Gregory Peck e Ann Todd em The Paradine Case, última colaboração entre Hitchcock e Selznick.

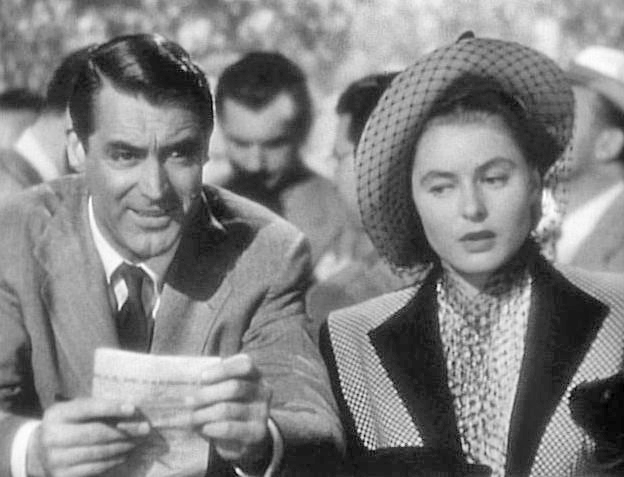
Cary Grant e Ingrid Bergman em Notorious. A ação se passa no Brasil, mas as filmagens foram realizadas na Califórnia. Apenas algumas poucas cenas externas foram rodadas no Rio de Janeiro.

Spellbound e Notorious foram grandes sucessos junto ao público. Notorious foi distribuído pela RKO, o que estremeceu de vez as relações entre Selznick e a United Artists. Selznick foi obrigado a abrir uma nova empresa, a Selznick Releasing Organization (SRO), para distribuir The Paradine Case e Duel in the Sun.
Faroeste extravagante com elenco estelar, Duel in the Sun mostrou um Selznick completamente obcecado pelo projeto. Segundo o produtor, havia ordens expressas "para que nenhuma cena fosse fotografada, nem mesmo um simples ângulo de cena, antes que eu fosse chamado para verificar a iluminação, o plano e o ensaio". Selznick usou nada menos que oito diretores e greves contínuas e outros problemas o abalaram emocional e financeiramente.
No final de 1946, quando finalmente o filme foi concluído, Selznick estava exausto e não tinha mais condições e recursos para continuar a produzir. Sua equipe técnica estava esfacelada e  suas estrelas recusavam-se a renovar os contratos quando estes chegavam ao fim. The Paradine Case, drama de tribunal pesado e teatral, com um roteiro verborrágico escrito por ele mesmo, ainda segurou Hitchcock mais um pouco. Selznick sabia que alcançara seu limite. Em dezembro de 1946, escreveu a um amigo que estava "à beira de um colapso e não pensava com clareza".
O lucro de mais de dois milhões de dólares alcançado por Duel in the Sun ainda o animou, mas Selznick estava cada vez mais isolado em Hollywood. Em 1949, divorciou-se de Irene Mayer e casou-se com Jennifer Jones. Ainda produziu películas cada vez menos significativas, a maioria estrelada por Jennifer, como Portrait of Jennie e A Farewell to Arms, seu derradeiro trabalho, uma malograda versão do clássico de Ernest Hemingway. Nada disso apagou seu papel de maior produtor independente da história de Hollywood.
Em 1958, estava pronto para escrever seu epitáfio e também o de Hollywood, cujos velhos estúdios ele sentia afundar junto consigo mesmo. Desiludido, disse a um antigo sócio que "o chão em que pisavam" havia se transformado em "uma grande e infeliz mistura".

## Morte
Selznick faleceu em 22 de junho de 1965, aos 63 anos de idade, após uma sequência de ataques cardíacos. Deixou dois filhos do primeiro matrimônio e uma filha com Jennifer. Esta, Mary Jennifer, suicidou-se ao pular do edifício mais alto do distrito de Westwood, Los Angeles, em 11 de maio de 1976, isto é, um dia após o que seria o septuagésimo-quarto aniversário do pai. Encontra-se sepultado no Forest Lawn Memorial Park (Glendale), Glendale, Los Angeles, nos Estados Unidos.
Ele se chamava apenas David Selznick. Como tinha um primo com o mesmo nome, acrescentou a inicial "O" apenas para evitar possíveis confusões.
Supõe-se que o personagem principal de The Bad and the Beautiful, Jonathan Shields (interpretado por Kirk Douglas), seja baseado nele.

## Filmografia parcial
Segue-se uma relação dos filmes mais representativos de Selznick como produtor. Em muitos casos, ele também atuou como roteirista, editor, e até diretor, sem ser creditado.
| Ano  | Título                       |
| ---- | ---------------------------- |
| 1924 | Roulette                     |
| 1927 | Spoilers of the West         |
| 1928 | Forgotten Faces              |
| 1929 | The Four Feathers            |
| 1929 | Chinatown Nights             |
| 1930 | Street of Chance             |
| 1932 | A Bill of Divorcement        |
| 1932 | What Price Hollywood         |
| 1933 | King Kong                    |
| 1933 | Dancing Lady                 |
| 1933 | Topaze                       |
| 1933 | Dinner at Eight              |
| 1934 | Viva Villa!                  |
| 1934 | Manhattan Melodrama          |
| 1935 | David Copperfield            |
| 1935 | Reckless                     |
| 1935 | Anna Karenina                |
| 1935 | A Tale of Two Cities         |
| 1936 | Little Lord Fauntleroy       |
| 1936 | The Garden of Allah          |
| 1937 | A Star Is Born               |
| 1937 | Nothing Sacred               |
| 1937 | The Prisoner of Zenda        |
| 1938 | The Adventures of Tom Sawyer |
| 1938 | The Young in Heart           |
| 1939 | Made for Each Other          |
| 1939 | Intermezzo                   |
| 1939 | Gone with the Wind           |
| 1940 | Rebecca                      |
| 1944 | Since You Went Away          |
| 1945 | Spellbound                   |
| 1946 | Duel in the Sun              |
| 1948 | The Paradine Case            |
| 1948 | Portrait of Jennie           |
| 1949 | The Third Man                |
| 1950 | Gone to Earth                |
| 1953 | Stazione Termini             |
| 1957 | A Farewell to Arms           |